# The Warning (Hot Chip)
The Warning è il secondo album discografico in studio del gruppo musicale inglese Hot Chip, pubblicato nel 2006.

## Il disco
Il disco è uscito nel Regno Unito il 22 maggio 2006 e negli Stati Uniti nel giugno seguente. I singoli diffusi sono stati Over and Over (marzo 2006 anche in formato 12" con quattro B-side), Boy from School (giugno 2006) e (Just Like We) Breakdown. Quest'ultimo brano è presente in versione remix nella compilation The DFA Remixes - Chapter One. 
Il video di Over and Over è stato diretto da Nima Nourizadeh.
L'album ha ricevuto una nomination nel 2006 per i Mercury Prize. Ha raggiunto la posizione #34 della Official Albums Chart.

## Tracce
1. Careful – 3:28
2. And I Was a Boy from School– 5:19
3. Colours – 5:28
4. Over and Over – 5:47
5. (Just Like We) Breakdown – 4:12
6. Tchaparian – 3:20
7. Look After Me – 4:50
8. The Warning – 4:51
9. Arrest Yourself – 2:31
10. So Glad to See You – 4:05
11. No Fit State – 5:38
12. Won't Wash – 2:35 (traccia nascosta)
13. Bally – 3:24 (Bonus track ed. vinile)

## Formazione
- Alexis Taylor - voce, sintetizzatore, chitarra, percussioni, piano
- Joe Gaddard - voce, sintetizzatore, percussioni
- Owen Clarke - chitarra, basso
- Al Doyle - chitarra, sintetizzatore, percussioni, cori
- Felix Martin - drum machine